# سامسونج جالكسي إكسبريس 2
سامسونج جالكسي إكسبريس 2 (بالإنجليزية: Samsung Galaxy Express 2)‏ هو هاتف ذكي من إلكترونيات سامسونج ضمن سلسلة سامسونج جالاكسي يعمل بنظام أندرويد، تم طرحه في الأسواق في أكتوبر 2013.

## الخصائص
- نظام التشغيل: أندرويد
- الكاميرا الأمامية: 0.3 ميجابكسل
- الكاميرا الخلفية: 5 ميجابكسل
- الشاشة: 540×960
- المعالج: 1.7 جيجا هرتز ثنائي النواة
- الذاكرة: 1.5 جيجابايت
- التخزين: 8 جيجابايت